# Inno nazionale del Nepal (1962)
L'ex inno nazionale del Nepal, in vigore dal 1962 al 2006 (in nepalese Rastriya gaan), è anche noto dal suo incipit come Srīmān gambhīr. Fu adottato come omaggio al sovrano e abbandonato, con risoluzione parlamentare del 18 maggio 2006, per via dei riferimenti alla monarchia, nel corso degli eventi che condussero alla proclamazione della Repubblica. La musica è stata composta da Bakhat Bahadur Budhapirthinel nel 1899, e le parole sono state scritte da Sri Chakra Pani Chalise nel 1924.
Il nuovo inno, Sayaun thunga phool ka, è stato ufficialmente dichiarato inno nazionale del Nepal il 3 agosto 2007.
In nepalese
श्रीमान् गम्भीर नेपाली

प्रचण्ड प्रतापी भूपति

श्री ५ सरकार महाराजाधिराजको

सदा रहोस् उन्नति

राखुन् चिरायु ईशले

प्रजा फैलियोस्

पुकारौ जय प्रेमले

हामी नेपाली साराले
Traslitterazione
śrīmān gambhīra nepālī

pracaṇḍa pratāpī bhūpati

śrī 5 sarakāra mahārājādhirājako

sadā rahos unnati

rākhun cirāyu īśale

prajā phailiyos

pukārau jaya premale

hāmī nepālī sārāle
Traduzione in italiano
Possa la gloria incoronarti coraggioso Sovrano

Voi, il prode Nepalese

Cinque volte grande re dei re

nostro glorioso governante

Possa egli vivere per molti anni a venire

E possa il numero dei suoi assoggettati crescere.

Lasciate ogni Nepalese

cantare questo con gioia.